# Cipriano Martos Jiménez

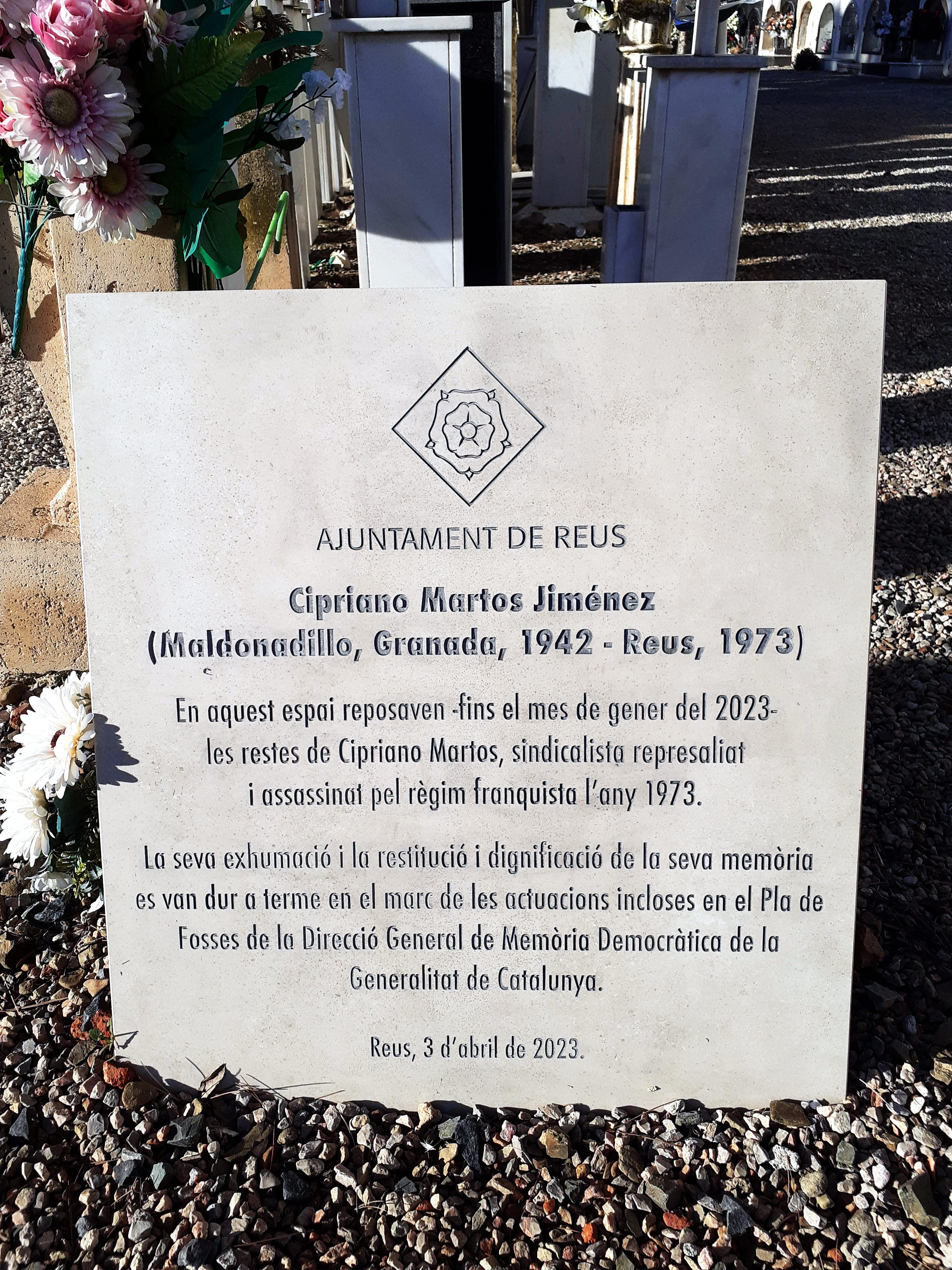
Làpida en record de Cipriano Martos al cementiri de Reus

Cipriano Martos Jiménez (Huétor-Tájar, 9 de desembre de 1942 - Reus, 17 de setembre de 1973) va ser un obrer i sindicalista espanyol d'origen andalús establert a Catalunya.
Va emigrar, cercant feina, a Morón de la Frontera, i després a Terol, Sabadell, Terrassa i Reus. Va haver de fer diversos oficis: jornaler, miner, treballador al tèxtil i finalment paleta. Era membre del FRAP i, quan estava a punt de complir 31 anys, va ser detingut per la Guàrdia Civil a la feina, acusat d'haver repartit propaganda i d'haver fet algunes pintades a Igualada. El van detenir juntament amb altres companys: Pascual Carrilero i Rafael Falcón, treballadors a Reus, i M. Teresa Feliu, Joan Miró, Ignasi Carnicer, Joaquim Masdéu i Joan Domingo de la Selva del Camp. Els van portar tots a la caserna de la guàrdia civil a Reus, acusats de propaganda il·legal i de pertànyer al FRAP.
Després de dos dies d'intensos interrogatoris i tortures sense revelar dades de ningú, el 27 d'agost la Guàrdia Civil va optar per la solució més dràstica per a Martos: donar-li el que s'anomena "el licor de la veritat". Li van fer ingerir una corrosiva combinació d'àcid sulfúric i gasolina, semblant als ingredients del còctel Molotov. El mateix dia i davant del seu estat gravíssim, Martos va ser portat per la Guàrdia Civil a l'Hospital de Sant Joan de Reus, on el van atendre diversos metges. Una mica recuperat, el 29 d'agost el van presentar davant del jutge, que no va poder prendre-li declaració per la gravetat de les seves lesions. El 17 de setembre de 1973, 19 dies després, amb l'aparell digestiu destruït, moria per hemorràgia interna, segons la partida de defunció, entre terribles patiments.
Durant els 20 dies que Martos va estar agonitzant a l'Hospital, a la sala de beneficència, va estar sempre vigilat per la Guàrdia Civil i no es va avisar mai a cap familiar. Quan va morir, ni la seva mare el va poder veure, tot i que havia vingut des de Loja, i havia suplicat diverses vegades que li deixessin veure el fill. Només va rebre insults i puntades de peu. Va ser enterrat secretament en una fossa de beneficència propietat de l'Ajuntament de Reus, al cementiri de Reus, el 20 de setembre de 1973.
Antonio Martos, germà de Cipriano, va registrar l'any 2014 una querella per aquell assassinat davant del Jutjat Argentí de la jutgessa María Romilda Servini. El 30 d'agost de 2016 per ordre d'aquesta jutgessa, el jutjat número 4 de Sabadell va prendre declaració a Antonio Martos en el marc de la querella argentina contra els crims del franquisme que se segueix contra els responsables de La Dictadura pels crims comesos durant el franquisme.
L'1 d'abril de 2019, l'Ajuntament de Sabadell va aprovar de dedicar-li una plaça a nom seu, a la Plana del Pintor, barri on havia viscut. El 22 de febrer de 2023 es va fer públic que les anàlisis d'ADN practicades al cos número 41 de la fossa 11-67 nord del cementiri de Reus, exhumat el 10 de gener del mateix any, van confirmar que aquelles restes eren de Cipriano Martos.
El president de la Generalitat de Catalunya, Pere Aragonès i Garcia, va lliurar el 25 de maig de 2023 la Memòria interdisciplinària d’identificació de les restes del militant antifranquista Cipriano Martos al seu germà Antonio. La memòria que el president ha lliurat a Antonio Martos és un document exhaustiu de gairebé dues-centes pàgines que, elaborat per la Direcció General de Memòria Democràtica, detalla la feina interdisciplinària que s'ha dut a terme durant el procés de documentació, exhumació, anàlisi i identificació de Cipriano Martos.
El 3 de juny de 2023, la consellera Gemma Ubasart va fer entrega de les restes identificades de Cipriano Martos a la seva família a Huétor-Tájar (Granada), la seva localitat d’origen.